# 卡姆莱兹
卡姆莱兹（法語：Camlez，法語發音：[kamlɛs]）是法国阿摩尔滨海省的一个市镇，位于该省西北部，属于拉尼永区。

## 地理
卡姆莱兹（48°46'40"N, 3°18'17"W）面积11.66 平方千米，位于法国布列塔尼大區阿摩尔滨海省，该省份为法国西北部沿海省份，位于布列塔尼半岛北部，北濒大西洋英吉利海峡，西接菲尼斯泰尔省，南至莫尔比昂省，东临伊勒-维莱讷省。
与卡姆莱兹接壤的市镇（或旧市镇、城区）包括：科阿特雷旺、凯尔马里亚叙拉尔、米尼伊特雷吉耶、彭韦南、普卢吉耶勒、特雷莱韦恩、特雷武-特雷吉涅克。

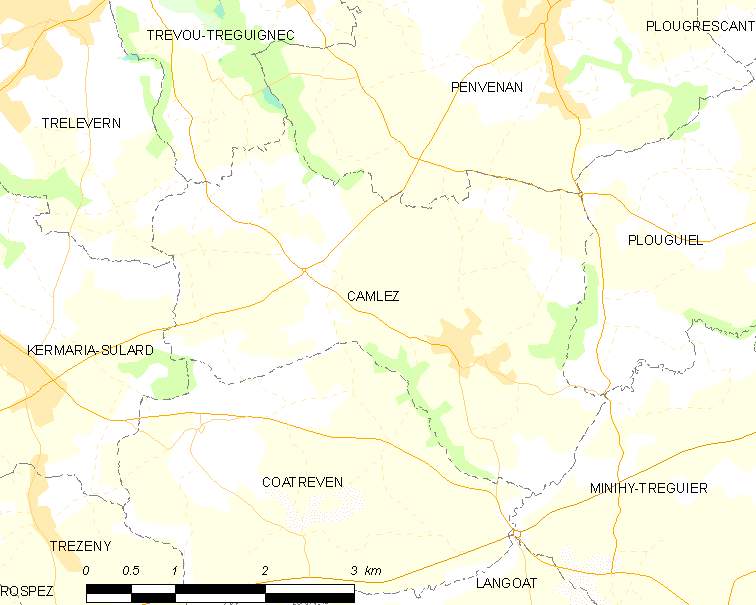
卡姆莱兹的OSM定位图

卡姆莱兹的时区为UTC+01:00、UTC+02:00（夏令时）。

## 行政
卡姆莱兹的邮政编码为22450，INSEE市镇编码为22028。

## 政治
卡姆莱兹所属的省级选区为特雷吉耶县。

## 人口

1962-2008年间卡姆莱兹人口变化图示

卡姆莱兹于2022年1月1日时的人口数量为832人。